# Therese Sanlaville
Therese Sanlaville (...) è un'ex schermitrice francese, vincitrice di una medaglia d'oro ai campionati mondiali di scherma.